# 페로 아과요 주니어
페로 아과요 주니어(Perro Aguayo Jr., 1979년 7월 23일 ~ 2015년 3월 21일 )은 주로 본명이 페드로 아과요 라미레즈(Pedro Aguayo Ramírez)다. 멕시코 남자 프로레슬링선수다. 키는 169cm 몸무게는 75kg이다. 레이 미스테리오보다 11cm 차이가 나는 그런 키가 작고 체격이 보통 체격이다. 피니쉬는 라 란차/La Lanza(스탠딩 오어 다이빙 더블 풋 스톰프/Standing or a diving double foot stomp), 라 신라/La Silla(다이빙 시티드 센턴/Diving seated senton), 뻬드리또/드라이버(로우 블로우/Low blw)로 사용을 한다. 2015년 3월 AAA에서 레이 미스테리오는 페로 아과요 주니어에게 619를 시전하려고 하였으나 이상한 낌새를 느낀 레이 미스테리오는 619를 페로 아과요 주니어 선수에 부딪치지 않게 시전했다. 언론은 마치 레이 미스테리오의 619를 맞고 사망했다고 언론플레이를 하였다.